# Egira bella
Egira bella là một loài bướm đêm trong họ Noctuidae.